# Ernst Glück

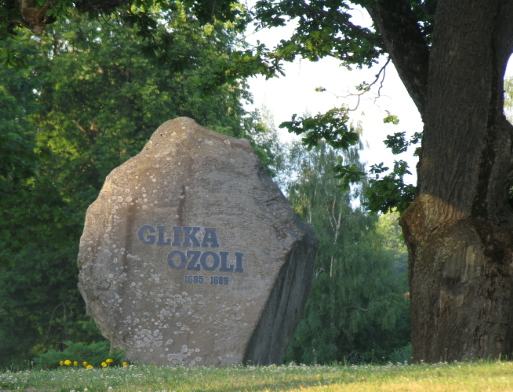
Gedenkstein mit Inschrift „Glück's Eichen, 1685 1689“

Ernst Glück (auch: Ernst Glükk, lett. Ernsts Gliks, russ. Эрнст Глюк – Ernst Gljuck; * 18. Mai 1654 in Wettin; † 5. Mai 1705 in Moskau) war ein deutscher Theologe und Bibelübersetzer.

## Leben

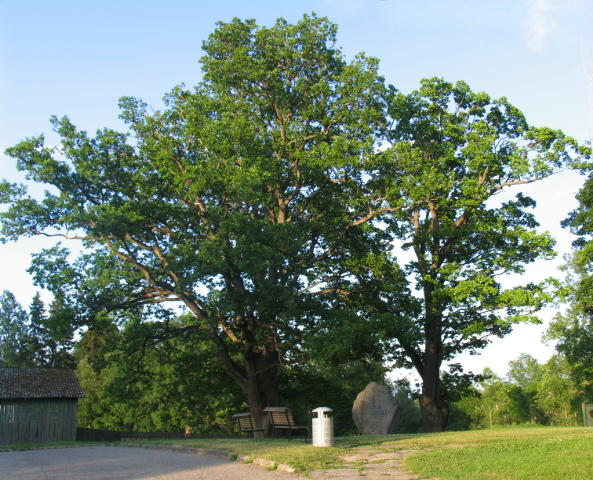
Glückseichen anlässlich seiner Bibelübersetzung ins Lettische

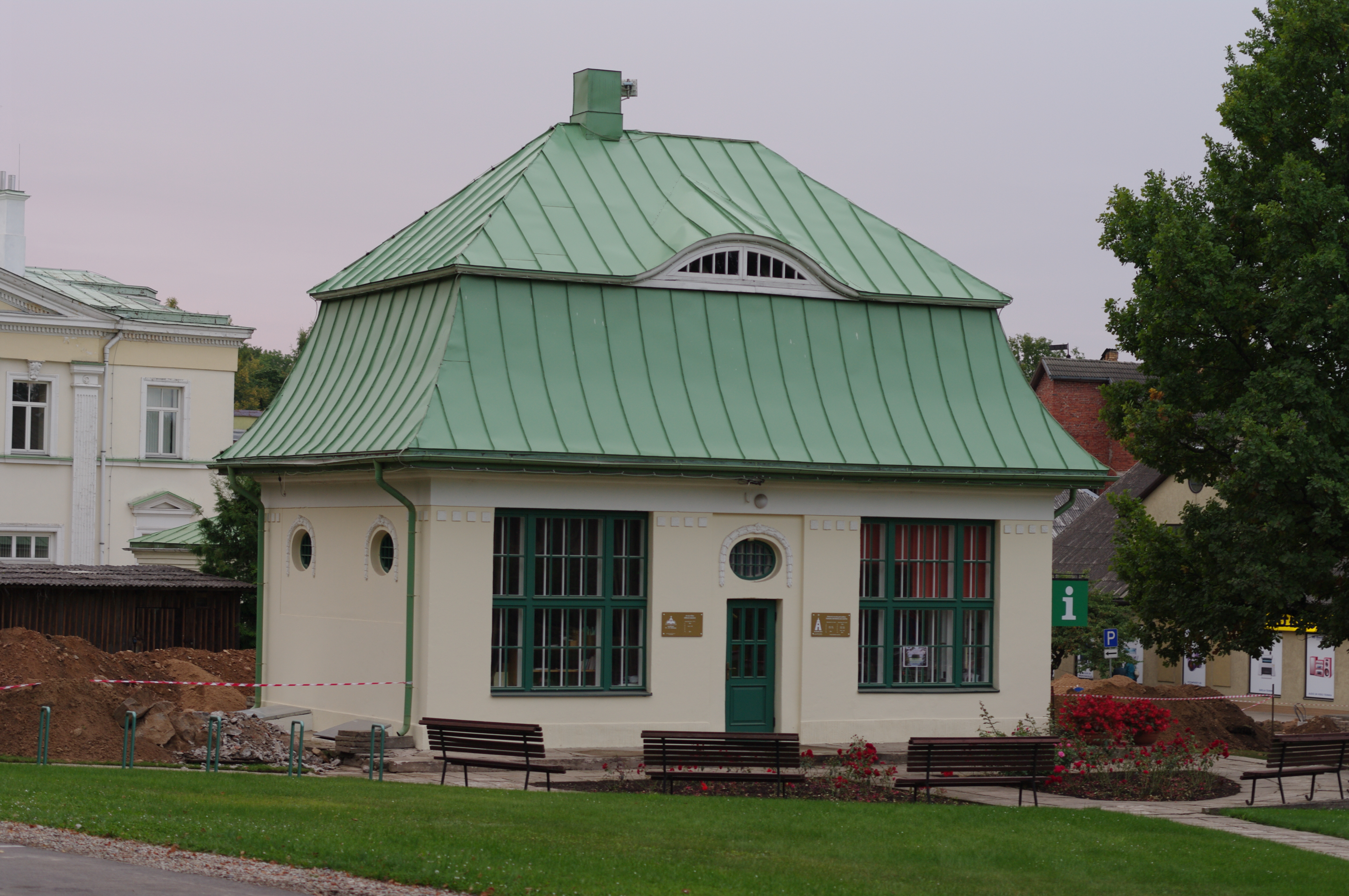
Bibelmuseum in Alūksne

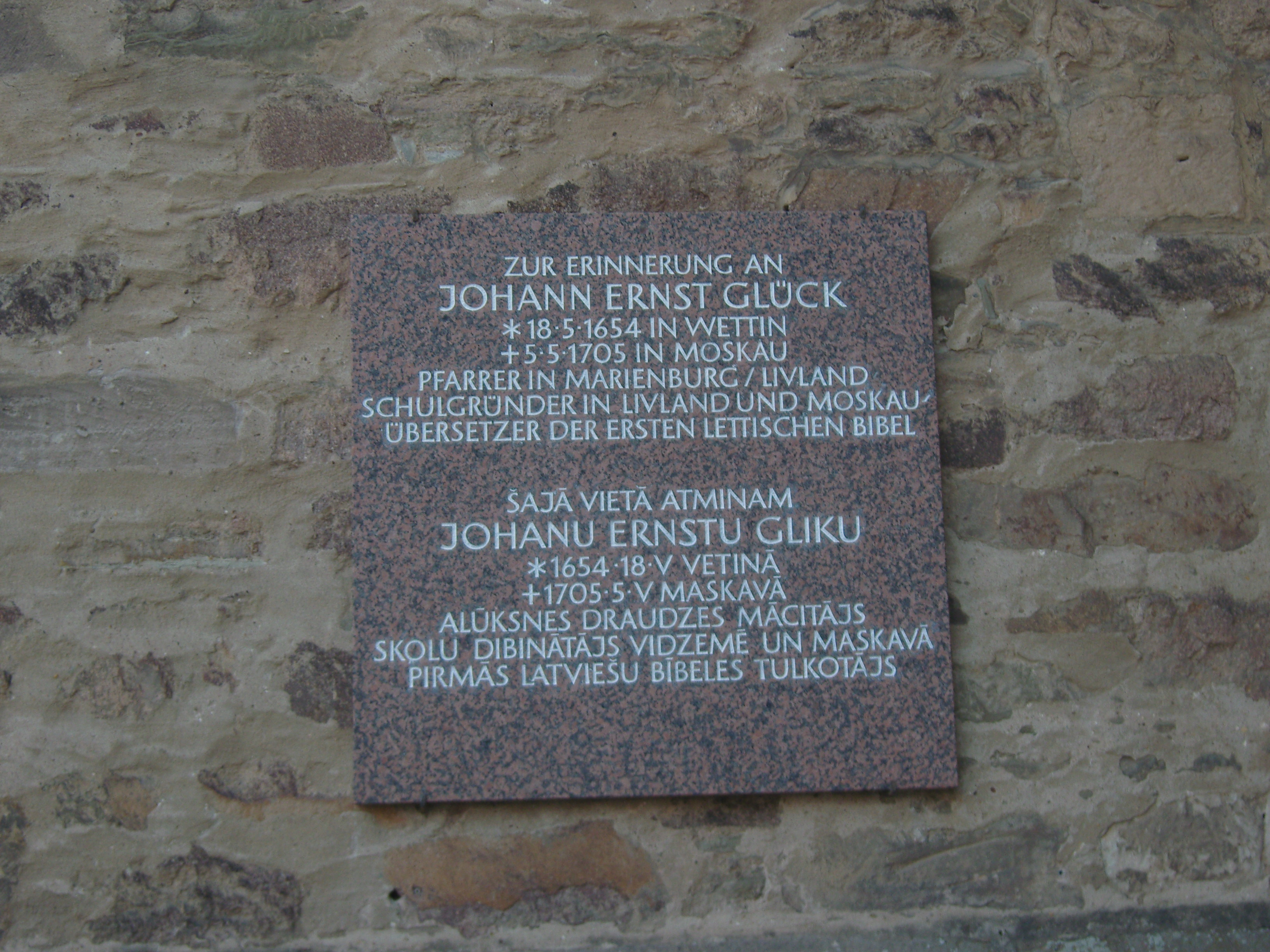
Gedenktafel an der Kirche in Wettin

Nach dem Besuch der Altenburger Lateinschule studierte der Pfarrerssohn Theologie, Rhetorik, Philosophie, Geometrie, Geschichte und Geografie sowie Latein in Wittenberg und Leipzig.
Im Jahre 1673 zog er nach Livland, wo er als Pfarrer in Dünamünde arbeitete. Beeinflusst vom Superintendenten Livlands, Johann Fischer, widmete er sich unter dem Orientalisten Esdras Edzard dem Sprachstudium.
Glück beherrschte somit Latein, Deutsch, Hebräisch und andere „östliche Sprachen“.
1683 zog Glück als Pfarrer nach Marienburg (lettisch: Alūksne) in den Osten Livlands. Hier übersetzte der lutherische Pastor die Bibel erstmals ins Lettische – ein wesentlicher Schritt in der Entwicklung der lettischen Schriftsprache. Auf dem Hof des Pastoratshauses pflanzte Glück bei Vollendung des Neuen Testaments im Jahre 1685 und danach nochmals bei Vollendung des Alten Testaments im Jahre 1689 jeweils eine Eiche („Glückseichen“). Im Jahre 1694 erschien dann die gedruckte lettische Ausgabe. Das Bibelmuseum von Alūksne informiert heute über die Umstände der damals vom Schwedischen Königshaus getragenen Bibelveröffentlichung.
Glück gründete für die Kinder der hiesigen Bauern die ersten drei lettischen Schulen, denen er sich als Pfarrer von Marienburg und ab 1687 als Propst der Diözese Kokenhusen (lettisch: Koknese) mit vollem Engagement widmete.

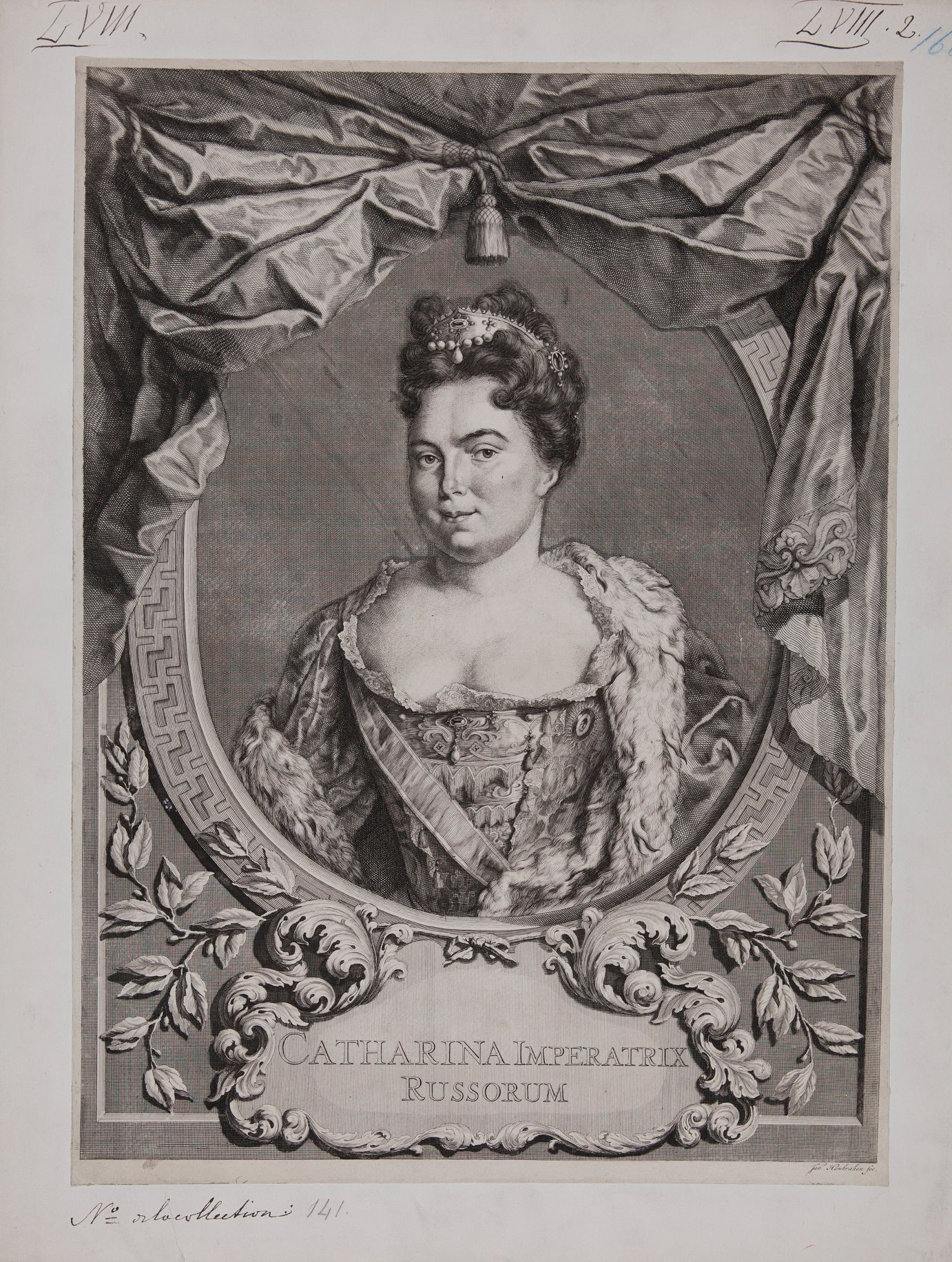
Katharina I., vormals Martha Skawronskaja

Das Wappen von Aluksne/Marienburg verweist auf die Bibelübersetzung durch Ernst Glück

Im Jahre 1702, während des Großen Nordischen Kriegs, geriet Glück in russische Gefangenschaft und wurde mitsamt seiner Familie und der bei ihm tätigen Magd Martha Skawronskaja nach Moskau gebracht. Martha, die zum orthodoxen Glauben konvertierte und als Katharina I. Karriere machte, vermittelte Glück den Auftrag, im Jahre 1704 das erste Moskauer Gymnasium zu gründen und als Rektor zu leiten. Glück, der schon in seiner Marienburger Zeit Russisch gelernt hatte, konnte nun dank seiner Kenntnisse in diversen Sprachen und seiner „philosophischen Weisheit“ den Lehrplan für das Gymnasium ausarbeiten, die ersten in Moskau ansässigen ausländischen Lehrer auswählen und für seine Schüler eine Anzahl von Unterrichtswerken – darunter auch die Bibel – ins Russische übersetzen.
Er führte einen regen Briefwechsel mit dem Hallenser August Hermann Francke, um deutsche Professoren und Lehrer nach Moskau zu holen.
Glück starb am 5. Mai 1705 in Moskau. Er hinterließ seine Frau Christine, die beiden Söhne Christian Bernhard und Ernst Gottlieb und vier Töchter.
Glück war durch seine Frau Christine, geb. von Reutern († 29. September 1740) mit dem livländischen Adel verwandt, unter ihnen auch mit dem Militär, Diplomaten und Literaten Georg Reinhold von Patkul. Christine war in den Jahren 1705 bis 1706 für die Verpflegung der Lehrer des Gymnasiums zuständig, bis diese dann einen „gemeinsamen Tisch“ im Gymnasium erhielten.
Nach dem Tod Ernst Glücks erhielt seine Witwe auf Veranlassung von Peter I. eine Jahresrente von 300 Rubel. Ab 1708 wurden die Glücks durch ihre Gönnerin, die Zarin Katharina I., protegiert. Christine erhielt das Gut Ahja im Derptsker Gebiet zum Eigentum.

## Bedeutung
Ernst Glück hat sich durch seine Bibelübersetzung einen festen Platz in der lettischen Kirchengeschichte erarbeitet. Auch in Russland ist sein Name auf Grund seiner Verdienste um das russische Schulwesen und die russische Sprache, sowie natürlich auch durch die Aufnahme von Martha Skawronskaja, der späteren Zarin Katharina I., in seine Familie hinreichend präsent.
In Deutschland schien er jedoch weitgehend vergessen zu sein. Erst zu seinem 300. Todestag fand an der Martin-Luther-Universität Halle-Wittenberg zusammen mit den Franckeschen Stiftungen zu Halle (Saale) und der Arbeitsstelle für die Geschichte des Deutschen als Fremdsprache der Universität Bamberg im Mai 2005 in Halle eine internationale Tagung anlässlich des 300. Todestages des livländischen Pastors statt. Die Referate dieser Tagung wurden in einem Sammelband veröffentlicht.

## Werkauswahl
1. Ara et honoris et amoris — Dno Gottfr. Mathesio, in die cum ipsi magisterialis dignitas in alma Philyrea concederetur, erecta. Halle (Saale), 1680. (Ein Gedicht in slavonischer, hebräischer, griechischer, lateinischer und deutscher Sprache.)
2. Verfasste die von Joh. Fischer herausgegebene lettische Bibelübersetzung, mit Beihilfe eines einzigen Amanuensis, des nachherigen Pastors zu Lennewaden Christian Bartholomäus Witten. Nachdem sie von einer Kommission liv- und kurlandischer Prediger durchgesehen war, erschien das Neue Testament in Riga 1685, das Alte Testament Riga 1689
3. Ein lettisches Gebetbuch 1686.
4. Eine Leichenrede über Offenbarung Joh. XIV. 13. Riga, 1691
5. Swehta Behrnu Mahziba ta deewa kalpa Luterus, ar dauds Jautaschanahm un atbildeschanahm teem Wid-Semmes Latweescheem par labbu wairota im isspohschata. Riga 1699 und 1700 (Eine Übersetzung von Johann Fischers Erklärung des kleinen Katechismus Luthers; später überarbeitet von S. G. Dietz)
6. Kleiner lutherischer Katechismus, in lettischer Sprache 2. Aufl. 1700
7. Er übersetzte das Neue Testament, Luthers Katechismus, das Vestibulum, den Orbis pictus und die Janua linguarum reserata des Commenius ins Russische und schrieb in derselben Sprache ein Gebetbuch, ein Ritual und eine Grammatik. (Ob hiervon etwas gedruckt worden, ist nicht bekannt.)
8. Gelegenheitsgedichte - Lieder im alten livländisch lettischen Gesangbuche, bezeichnet mit E.G.